# Józef Engling

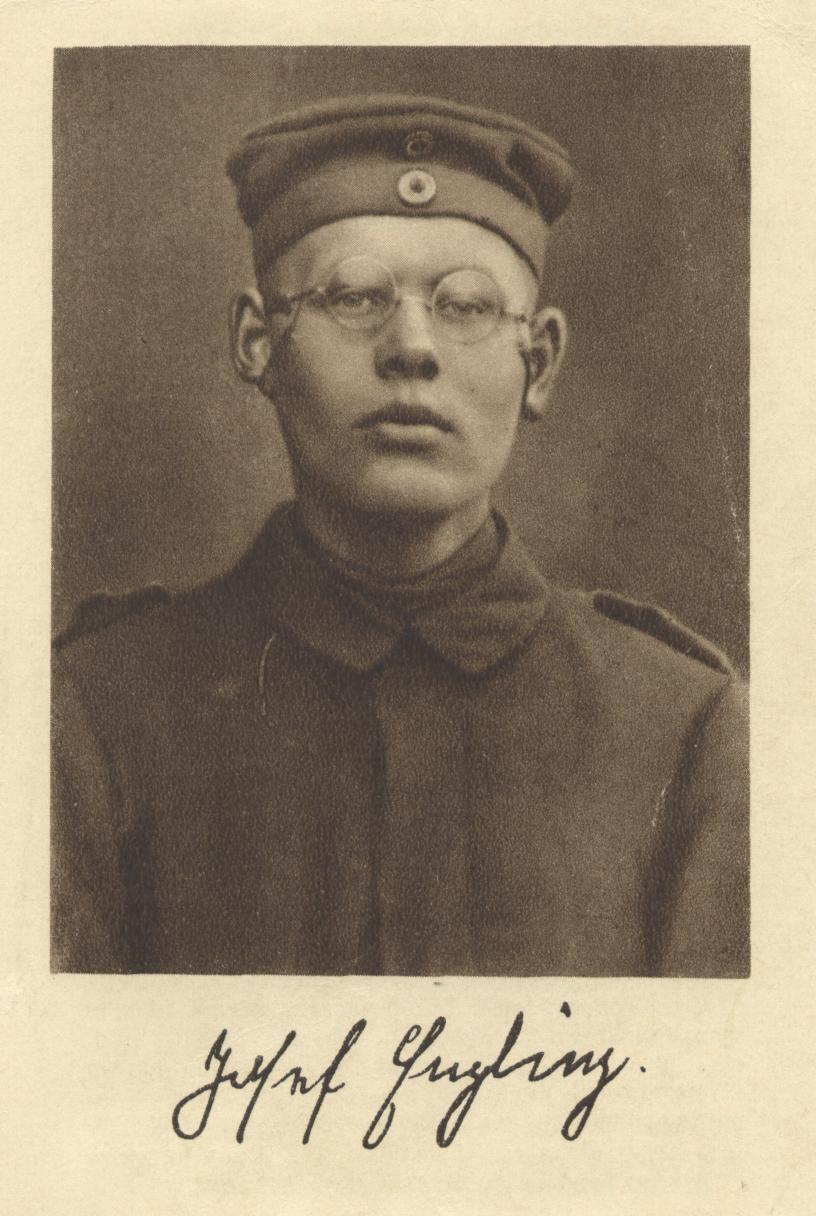
Joseph Engling na Primeira Guerra Mundial.

Józef Engling (Prosity, 5 de janeiro de 1898 — Cambrai, 4 de outubro de 1918) foi um religioso católico alemão, pertencente ao Movimento de Schoenstatt. 

## Biografia
Foi o quarto filho da família Engling, tradicionalmente cristã, tendo sido baptizado quatro dias depois com o nome de José Luís.
Fez a primeira comunhão aos 12 anos, quando começou a escrever seu diário, cozendo umas folhas de papel branco para fazer um caderno. Nessa altura, já se vislumbrava o seu zelo pelo apostolado. 
Decidiu ser sacerdote, nos padres Pallottinos, para ser missionário. Partiu para Schoenstatt aos 14 anos. Lá, começou a enfrentar dificuldades com os colegas. Era visto como um camponês, que tinha dificuldades na fala e por isso se expressava mal. Ainda muito novo, uma doença lhe causou um pequeno defeito na coluna vertebral, que influiu em seu modo de andar — rendendo mais zombaria dos colegas. Mesmo assim, recebeu o prémio de melhor aluno do seu ano. 
No seminário, aplicava-se aos estudos em todas as disciplinas, e estava sempre pronto para ajudar, sacrificando os recreios para explicar a matéria aos colegas. 
A 27 de Outubro de 1912, o Padre Kentenich deu a primeira conferência como director espiritual, quando usou a expressão personalidades fortes livres e sacerdotais (hoje traduzido como 'apostólicas). Essas palavras atingiram o coração de Józef, moldando seu ideal, que tinha muito a ver com o apostolado: Ser tudo para todos ao serviço do apostolado.
Foi nomeado como responsável dos estudantes, para tomar conta da hora de estudo, cuidando pela ordem e o silêncio necessário. Também lhe competia ser o mediador entre a classe e os professores.
Em 1915, o padre Kentenich nomeou Józef dirigente dos candidatos prefeito da Congregação e guia dos aspirantes. 
Em 1916, foi chamado para a guerra. Com Wormer, Stonner e Kampe, seus companheiros, empenhou-se em formar pequenos grupos activos de congregados. Deram-lhe a obrigação de observar a posição russa, o que lhe dava tempo para o apostolado. Escrevia o seu diário e trocava correspondência com os seus camaradas, entre-ajudando-se no cumprimento dos propósitos. 
Em Janeiro de 1918, começaram a ser treinados em exercícios de assalto para seguir para a frente de guerra. Aproveitou alguns dias de licença para visitar a família e passar também por Schoenstatt.
Em Agosto de 1918 regressou à sua posição. Resolveu que era a altura certa para desenvolver o apostolado que se tinha proposto entre os Congregados dispersos. Enviou-lhes cartas com pensamentos sobre o apostolado delineado num programa:
- Apostolado do bom exemplo
- Trabalho directo pela salvação dos outros
- Amor à Santa Igreja
- Formação de novos apóstolos
- Apostolado da imprensa
- Missão entre os gentios
- Esforço social, pelo exemplo, acção, palavra e escrita.

Nos últimos dias de Setembro de 1918, o inimigo rompido uma grande brecha a norte de Cambrai, e a linha alemã cedia em muitos outros pontos. Na noite de 3 de Outubro de 1918, o batalhão de Engling recebeu ordens para avançar. Acamparam perto da aldeia de Eswars. No dia seguinte, Engling foi atingido por uma granada.